# ابو رواد
ابو رواد (به انگلیسی: Abu Road) در هند است که در راجستان واقع شده‌است.

## خصوصیات
ابو رواد ۴۷٬۳۲۰ نفر جمعیت دارد و ۲۶۳ متر بالاتر از سطح دریا واقع شده‌است.